# Уайзман, Лен
Ле́н Ра́йан Уа́йзман (англ. Len Ryan Wiseman; род. 4 марта 1973) — американский режиссёр, сценарист, продюсер. Известен работой над фильмами «Другой мир», «Крепкий орешек 4.0» и «Балерина».

## Юность
Уайзман родился и вырос во Фримонте, штат Калифорния. Он учился в американской средней школе, а затем изучал кино в колледже Де Анса в Купертино, штат Калифорния.

## Карьера
Свою карьеру начинал в качестве помощника режиссёра Роланда Эммериха. С ним он работал над фильмами «Звездные врата», «День независимости» и «Годзилла».
В 2003 году Лен Уайзман снял фильм «Другой мир». Хоть фильм и получил в целом отрицательные отзывы кинокритиков, но его сборы оказались достаточно высокими. В 2006 году под руководством Уайзмана был снят следующий фильм этой франшизы «Другой мир: Эволюция». В третьей и четвёртой частях данной серии фильмов («Другой мир: Восстание ликанов» и «Другой мир: Пробуждение») Лен стал продюсером.
В 2007 году Уайзман снял «четвёртую часть Крепкого орешка» c Брюсом Уиллисом в главной роли. Фильм в целом получил хорошие отзывы и собрал хорошую кассу.
В 2010 году Уайзман снял пилотный выпуск сериала «Гавайи 5.0».
В августе 2012 года состоялся выход блокбастер Уайзмана «Вспомнить всё».
8 октября 2019 года стало известно, что Лен выступит режиссёром фильма «Балерина», являющегося спин-оффом франшизы «Джон Уик». Выход фильма состоялся 6 июня 2025 года.

## Личная жизнь
Уайзман был женат на воспитательнице детского сада по имени Дана. Он развелся с ней в 2003 году после встречи с актрисой Кейт Бекинсейл на съемках фильма «Другой мир». Бекинсейл также разорвала отношения со своим партнером Майклом Шином.
Уайзман женился на Бекинсейл 9 мая 2004 года в Бель-Эйре, Лос-Анджелес, Калифорния. 20 ноября 2015 года было объявлено, что они расстаются, а в 2016 году он подал на развод, сославшись на «непримиримые разногласия». По состоянию на ноябрь 2019 года их развод был завершен.

## Фильмография

### Фильмы
| Год  | Фильм                         | Режиссёр | Продюсер       | Сценарист |
| ---- | ----------------------------- | -------- | -------------- | --------- |
| 2003 | Другой мир                    | Да       |                | Сюжет     |
| 2006 | Другой мир: Эволюция          | Да       | Исполнительный | Сюжет     |
| 2007 | Крепкий орешек 4.0            | Да       |                |           |
| 2009 | Другой мир: Восстание ликанов |          | Да             | Сюжет     |
| 2012 | Другой мир: Пробуждение       |          | Да             | Да        |
| 2012 | Вспомнить всё                 | Да       | Исполнительный |           |
| 2016 | Другой мир: Войны крови       |          | Да             |           |
| 2025 | Балерина                      | Да       |                |           |

### Телевидение
| Год       | Нaзвaние       | Режиссёр | Исполнительный продюсер | Сценарист         | Примечaния                                                                                   |
| --------- | -------------- | -------- | ----------------------- | ----------------- | -------------------------------------------------------------------------------------------- |
| 2010      | Гавайи 5.0     | Да       | Да                      |                   | Эпизод: "Пилот"                                                                              |
| 2013-2017 | Сонная Лощина  | Да       | Да                      | Создатель / Сюжет | Создатель и исполнительный продюсер (62 эпизодa) Режиссёр и соaвтор сюжета (Эпизод: "Пилот") |
| 2016-2018 | Люцифер        | Да       | Да                      |                   | Режиссёр (Эпизод: "Пилот") Исполнительный продюсер (35 эпизодов)                             |
| 2017      | В розыске      | Да       | Да                      |                   | Режиссёр (Эпизод: "Аппаратный сброс") Исполнительный продюсер (10 эпизодов)                  |
| 2017-18   | Одарённые      | Да       | Да                      |                   | Режиссёр (Эпизод: "rX") Исполнительный продюсер (15 эпизодов)                                |
| 2019      | Болотная тварь | Да       | Да                      |                   | Режиссёр (2 эпизодa) Исполнительный продюсер (10 эпизодов)                                   |

### Музыкальные видео
| Год  | Исполнитель                         | Песня                                                          |
| ---- | ----------------------------------- | -------------------------------------------------------------- |
| 1999 | Kiss Destination                    | "Dedicated to You"                                             |
| 1999 | Soak                                | "Shuttergut (Caroline)"                                        |
| 1999 | Megadeth                            | "Crush 'Em" (для фильма «Универсальный солдат 2: Возвращение») |
| 1999 | Megadeth                            | "Insomnia"                                                     |
| 1999 | Vega                                | "Let Me Get It"                                                |
| 1999 | Second Coming                       | "Vintage Eyes"                                                 |
| 2000 | En Vogue                            | "Riddle"                                                       |
| 2001 | Static-X                            | "Black and White"                                              |
| 2001 | Mephisto Odyssey featuring Static-X | "Crash"                                                        |
| 2001 | Brooke Allison                      | "The Kiss-Off (Goodbye)"                                       |
| 2002 | Rufus Wainwright                    | "Across the Universe"                                          |
| 2002 | Quarashi                            | "Stick 'Em Up"                                                 |

### Реклама
- Sony
- PlayStation
- Nintendo DS
- Metroid Prime Hunters